# Mauser
Pour les articles homonymes, voir Mauser.
La Mauser Waffenfabrik, couramment appelée Mauser, est une entreprise allemande de fabrication d'armes, installée à Oberndorf am Neckar. Le nom complet de l'entreprise est aujourd'hui Mauser-Werke Oberndorf Waffensysteme GmbH.
La firme a fourni plusieurs modèles de fusils et de pistolets à l'armée allemande ainsi qu'au marché civil, pendant les XIXe et XXe siècles. Le système de culasse de la carabine modèle 98 est encore très souvent utilisé sur des fusils de chasse au gros gibier. Parmi les pistolets Mauser les plus célèbres de l'entreprise figurent les Mauser C96 et Mauser M712 Schnellfeuer.

## Histoire

### Des origines au Troisième Reich
La manufacture d'armes royale d'Oberndorf est créée le 31 juillet 1811 par Frédéric Ier de Wurtemberg ; l'année suivante, elle emploie déjà 133 ouvriers.
Wilhelm et Paul Mauser y conçoivent en 1867, un premier fusil se chargeant par une culasse rotative, basée sur le Chassepot français, lui-même s'inspirant de fusils prussiens antérieurs. La guerre franco-allemande de 1870 ayant démontré la supériorité du fusil français, leur plus récent modèle, le Gewehr 71 (fusil modèle 1871) est sélectionné par la nouvelle armée allemande, comme fusil d'ordonnance, en dépit de la concurrence du fusil bavarois Werder M1869.
La production commence à Oberndorf ; trois modèles tirant une cartouche de 11 × 60 mm sont fabriqués : un fusil standard d'infanterie avec un canon long de 850 mm, une carabine pour les Jäger (chasseurs, troupes légères) avec une longueur de canon de 700 mm et une autre de cavalerie dont le canon est long de 500 mm seulement. Par ailleurs, la Serbie produit, sous licence, une version améliorée de l'arme en calibre 10,15 mm, le Mauser-Milovanovich M1878/80.
En 1886, l'armée française adopte le Lebel modèle 1886, utilisant une cartouche de plus faible calibre comprenant de la poudre sans fumée, et les autres pays ne vont pas tarder à essayer d'en faire autant. L'Allemagne crée un fusil à répétition, sans l'aide de Paul Mauser cette fois, mais en utilisant pour la première fois des cartouches à gorge à parois cylindriques et à collet restreint : la 7,92 × 57 est née, et toutes les munitions de fusil réalisées depuis n'en sont que des dérivés. L'année suivante, l'Italien Vetterli-Vitali introduit lui l'alimentation par une boîte chargeur, plus fiable et permettant une cadence de tir plus élevée.
L'armée allemande adopte ces deux innovations avec le fusil Mannlicher Modell 1888, qui tire une nouvelle cartouche, la 7,92 × 57 mm. Paul Mauser travaille lui aussi sur des fusils à répétition, il met au point un système d'extracteur, mais, ayant des difficultés avec les boîtes chargeurs, il utilise des chargeurs tubulaires sous le canon. Son Gewehr 92 n'est pas un franc succès, car il perd la compétition de l'armée américaine, au profit du Krag-Jørgensen ; seuls quatre cents exemplaires de la version carabine seront vendus à la marine espagnole. Les premières commandes étrangères arrivent avec les Mauser 1889 (Belgique), Mauser 1890 (Empire ottoman) et Mauser 1891 (Argentine). Le succès arrive avec le modèle Gewehr 93, qui, avec son magasin vertical de cinq cartouches de calibre 7 × 57 mm (connu plus familièrement comme le 7 mm Mauser), devient le fusil règlementaire espagnol et de nombreux pays d'Amérique latine. La bataille de San Juan verra 750 réguliers espagnols tenir en respect, pendant douze heures, 15 000 Américains armés du Krag-Jørgensen.
Cet événement semble avoir joué un rôle dans l'acquisition de la licence du verrou de culasse Mauser, par les États-Unis et son utilisation dans leur fusil Springfield M1903. La bataille a aussi un effet très bénéfique sur les ventes de la firme allemande.
La Turquie se porte également acquéreuse du Gewehr 93 et le Brésil du Gewehr 94. Le modèle suivant, le Gewehr 1895 remporte des succès encore plus retentissants, le Mexique, le Chili, l'Uruguay, la Chine, l'Iran, la Serbie (Mauser 99) et les Boers l'adoptent. Enfin la Suède et le Luxembourg choisissent le Gewehr 96 (une évolution directe du Modell 1894). Durant la révolution mexicaine, Emiliano Zapata disait pouvoir compter sur 70 000 hommes armés de fusils Mauser.
Paul Mauser s'intéresse aussi au pistolet semi-automatique et son Mauser C96 remporte lui aussi un grand succès commercial. Devant cette réussite, le contrôle de l'usine est cédé aux frères Mauser et celle-ci devient la Waffenfabrik Mauser AG. Pour compléter le tableau, reste à obtenir le marché le plus juteux, l'équipement de l'armée allemande.
Le Gewehr 98 emporte ce marché en 1898 ; le fusil et son dérivé le Karabiner 98k deviennent les fusils standards de la Heer, jusqu'en 1945. Mais en 1941, le prototype de fusil semi-automatique destiné à prendre la relève se révéla complètement impropre à l'utilisation sur le terrain, et, après une petite production, il fut supplanté par son rival le Walther G43.

### Après la Seconde Guerre mondiale
Avec la chute du Troisième Reich, l'occupation d'Oberndorf fut confiée aux troupes françaises. Sur l'ordre d'un responsable local, l'usine fut alors démantelée et les archives détruites. Edmund Heckler, Theodor Koch et Alex Seidel, anciens ingénieurs de chez Mauser, formèrent alors la société Heckler & Koch, qui devint le principal fournisseur d'armes légères de l'armée allemande. La firme Mauser existe toujours et, devenue filiale de Rheinmetall, elle produit des canons-mitrailleurs, comme le Mauser BK-27 qui équipe l'avion de combat Eurofighter Typhoon.
Néanmoins, la branche qui produit les fusils civils a été séparée du reste de la société en 1999. Elle porte désormais le nom de « Mauser Jagdwaffen GmbH », et a son siège à Isny/Allgäu. Elle ne produit que des fusils pour la chasse, y compris le M98 et le M98 Magnum qui sont de nouveau fabriqués à l'identique de leurs versions d'origine.
Sur le marché civil, les fusils Mauser et leurs dérivés furent et sont souvent utilisés pour la chasse au gros gibier, en particulier en Afrique, parfois en utilisant des munitions de très gros calibre comme le .9,5x57 cal .416 cal .500 cal (12,7 mm). Parmi les fabricants de ce genre, on trouve par exemple, John Rigby (en), Česká zbrojovka a.s., SIG Sauer ou Zastava Arms.

## Armes militaires produites
- Gew 29/40 et 12/34 [3]
- Gewehr 71
- Gewehr 71/84
- Gewehr 89
- Gewehr 92
- Gewehr 93
- Gewehr 94
- Gewehr 95
- Gewehr 96
- Mauser C96
- Gewehr 98
- Karabiner 98k
- G-41(M)
- Tankgewehr 13 mm M1918